# Simplicity
Simplicity — альбом продюсера електронної музики Стівена Міллера, відомого як Afterlife, випущений у 1999 році. Він більш відомий під назвою свого дводискового перевидання 2000 року Simplicity Two Thousand, до якого додано ремікси та бонус-треки. Згідно з лейблом Hed Kandi : «Спочатку Simplicity був випущений у вересні 1999 року, але... його швидко зняли, щоб покращити та повторно продати ширшій аудиторії».

## Стиль
Кажуть, що альбом відображає «приховане альтер-его» острова Ібіца. Міллер, британський продюсер даунтемпо, який у той період був найбільш відомий своїми виступами на збірках Café del Mar попередніх років,він сказав, що на нього «глибоко вплинули» люди та пейзажі острова, коли він відвідав і зробив альбом як відображення його часу там. В альбомі присутні впливи тріп-хопу, фламенко та колискової. Письменник-мандрівник Ієн Стюарт назвав альбом «Балеарська музика справжнього змісту» та підкреслив «милозвучний» вокальний внесок Рейчел Ллойд.

## Виробництво
За словами Міллера, Ллойд створив і записав вокал для треку «Breather» як імпровізований однодубовий спів. Вона записала додатковий вокал протягом кількох сеансів запису, як «потік вокальної свідомості»: не прослуховуючи інструментальний трек перед тим, як зробити її дублі. Далі він стверджує, що для перевидання 2000 року цей трек був перероблений у ремікс у стилі Bossa nova з додаванням гітари та інших живих інструментів — за пропозицією співробітника NRK, який потім займався додатковою студійною роботою та розробляв мікс.

## Сприйняття
Рецензент The Press високо оцінив гру вокалістки Рейчел Ллойд і дав альбому чотири з половиною зірки. Він писав: «Небагато виконавців, які з’являються на компіляціях Café del Mar, здатні підтримувати цілий альбом, не кажучи вже про два, як у цьому випадку, але Ллойд та її когорти справляються з цим і з оригінальним матеріалом також[джерело?]. У книзі The Mojo Collection альбом був названий «розкішним подвигом меланхолії» з усіма дванадцятьма піснями, які «плавно перетікають у чудово виконану розповідь».

## Трек-лист
| Disc one | Disc one               | Disc one         | Disc one   |
| #        | Назва                  | Версія / Ремікс  | Тривалість |
| -------- | ---------------------- | ---------------- | ---------- |
| 1.       | «Dub In Ya Mind»       | Blue Water Mix   | 5:49       |
| 2.       | «Never Before»         |                  | 5:37       |
| 3.       | «Show You Something»   |                  | 6:28       |
| 4.       | «Cry»                  | Brown Bear Mix   | 7:34       |
| 5.       | «5th & Avenida»        |                  | 5:21       |
| 6.       | «Deeper (Into Places)» |                  | 4:17       |
| 7.       | «Borneo Is Burning»    |                  | 5:51       |
| 8.       | «Glide»                |                  | 5:33       |
| 9.       | «Breather»             | Original Version | 5:18       |
| 10.      | «La Nina»              |                  | 4:48       |
| 11.      | «Blue Bar»             |                  | 7:06       |
| 12.      | «Cry»                  | Original Version | 5:06       |

| Disc two | Disc two               | Disc two                      | Disc two   |
| #        | Назва                  | Версія / Ремікс               | Тривалість |
| -------- | ---------------------- | ----------------------------- | ---------- |
| 1.       | «Dub In Ya Mind»       | The Insatiable Mix            | 4:37       |
| 2.       | «Makes Me Feel»        |                               | 6:03       |
| 3.       | «Falling»              |                               | 5:39       |
| 4.       | «Show You Something»   | Chris Coco Balearic Beats Mix | 6:31       |
| 5.       | «Lo Delta»             |                               | 5:39       |
| 6.       | «Breather 2000»        | Arithunda Mix                 | 6:04       |
| 7.       | «Cry»                  | Sunset Dream Remix            | 9:19       |
| 8.       | «Deeper (Into Places)» | Silk Spinner Remix            | 6:34       |
| 9.       | «Cry»                  | Spoon Wizard Mix              | 6:26       |
| 10.      | «Show You Something»   | Ambient Mix                   | 5:03       |